# این‌کلاین ویلیج (نوادا)
این‌کلاین ویلیج (به انگلیسی: Incline Village) یک منطقهٔ مسکونی در ایالات متحده آمریکا است که در شهرستان واشو، نوادا واقع شده‌است. این‌کلاین ویلیج ۵۶٫۳ کیلومتر مربع مساحت و ۸٬۷۷۷ نفر جمعیت دارد و ۱٬۹۳۵٫۵ متر بالاتر از سطح دریا واقع شده‌است.